# 簡婕
簡婕（英文名：Cleo Chien，1988年5月23日—），臺灣模特兒，2006年因電視節目《我猜我猜我猜猜猜》而走紅。

## 音樂作品
- 2008年〈一起遨遊〉（與簡廷芮合唱，電視劇《蜂蜜幸運草》插曲）

### MV演出
- 2013年 劉美麟 《胡說》
- 2013年 徐佳瑩 《在旅行的路上》
- 2017年 泰坦TITAN 《絕對好感》[5]
- 2018年 南瓜妮歌迷俱樂部《莎賓娜》
- 2019年 眠腦Sleeping Brain 《荒謬Absurdity》[6]
- 2019年 莫宰羊 《健康快樂 Health & Happiness》
- 2019年 JW 《逃生門》
- 2020年 李英宏 《水哥》
- 2021年 雷擎 L8ching 《那卡西 Nagashi》

## 影視作品

### 電視劇
| 年份   | 頻道       | 劇名               | 飾演 | 性質     |
| 2017年 | 中視、東森 | 《稍息立正我愛你》 | 凱蒂 | 客串演出 |

## 節目
- 2006年 《我猜我猜我猜猜猜》超瀲瘦骨感美女

## 廣告
- 2008年【台鹽蓋世好水】

## 雜誌
【mina】雜誌model

## 相關報導
- 「校花陶敏敏」超正3姊妹曝光　大姊、小妹都是網拍美模！ （页面存档备份，存于）
- dewi 三姊妹之中你地覺得邊個最靚?

## 外部連結
- Cleo Chien的Facebook專頁
- Cleo Chien的Instagram帳戶